# UCI-Trial-Weltcup 2015
Beim UCI-Trial-Weltcup 2015 wurden durch die Union Cycliste Internationale die Weltcupsieger im Trial ermittelt.

## Ablauf
Der Weltcup 2015 bestand aus vier Läufen:
- Krakau: 30.–31. Mai
- Vöcklabruck: 8.–9. August
- Albertville: 22.–23. August
- Antwerpen: 26.–27. September

Das Reglement wurde in mehreren Punkten geändert:
- Die 20- und 26-Zoll-Klassen der Männer (zuvor Elite und Junioren) wurden für das zweite Jahr der Cadets, also der 16-jährigen Fahrer, geöffnet (siehe Kategorien im Trial).
- Das 2012 eingeführte Super-Finale wurde wieder abgeschafft. Das Finale wurde nunmehr von sechs Fahrern in einer Runde des Parcours bestritten, die je nach Halbfinal-Platzierung mit einem Handicap von 0 bis 3 Strafpunkten starteten.
- Der letzte Weltcup-Lauf zählte nunmehr als Finale, in dem die vergebenen Punkte verdoppelt wurden, es gab also 400 Punkte für einen Sieg, während die anderen Läufe maximal 200 Punkte zählten.

Beim Weltcup-Lauf in Krakau erlitt die Französin Marion Porcher im Halbfinale einen schweren Unfall. Den übrigen Fahrern wurde freigestellt, ob sie den Wettbewerb fortsetzen wollten. In der 26-Zoll-Klasse fuhren die Teilnehmer zu Ehren Porchers das Finale aus. Die Teilnehmer bei den Frauen und der 20-Zoll-Klasse der Männer einigten sich auf den Abbruch ihres Wettkampfs. Die noch im Wettbewerb befindlichen Teilnehmer erhielten dieselbe Punktzahl.
Der zweite Lauf von Vöcklabrück fand im Stadtpark statt, der von Antwerpen auf dem Großen Markt.

## Männer 20 Zoll
In der 20-Zoll-Klasse gab es eine Rekordzahl von 86 Fahrern.
| # | Datum         | Ort         | Erster                | Zweiter               | Dritter               |
| - | ------------- | ----------- | --------------------- | --------------------- | --------------------- |
| 1 | 31. Mai       | Krakau      | Wettkampf abgebrochen | Wettkampf abgebrochen | Wettkampf abgebrochen |
| 2 | 9. August     | Vöcklabruck | Abel Mustieles        | Benito Ros            | Dominik Oswald        |
| 3 | 23. August    | Albertville | Abel Mustieles        | Thomas Pechhacker     | Joacim Nymann         |
| 4 | 27. September | Antwerpen   | Benito Ros            | Abel Mustieles        | Lucien Leiser         |

Gesamtwertung
| Platz | Name              | Punkte |
| ----- | ----------------- | ------ |
| 1     | Benito Ros        | 779    |
| 2     | Abel Mustieles    | 764    |
| 3     | Lucien Leiser     | 569    |
| 4     | Thomas Pechhacker | 564    |
| 5     | Joacim Nymann     | 494    |
| 6     | Dominik Oswald    | 479    |

## Männer 26 Zoll
In der 26-Zoll-Klasse gab es 87 Teilnehmer.
| # | Datum         | Ort         | Erster             | Zweiter            | Dritter          |
| - | ------------- | ----------- | ------------------ | ------------------ | ---------------- |
| 1 | 31. Mai       | Krakau      | Jack Carthy        | Vincent Hermance   | Nicolas Vallée   |
| 2 | 9. August     | Vöcklabruck | Jack Carthy        | Gilles Coustellier | Vincent Hermance |
| 3 | 23. August    | Albertville | Gilles Coustellier | Jack Carthy        | Vincent Hermance |
| 4 | 27. September | Antwerpen   | Jack Carthy        | Vincent Hermance   | Kenny Belaey     |

Gesamtwertung
| Platz | Name                | Punkte |
| ----- | ------------------- | ------ |
| 1     | Jack Carthy         | 960    |
| 2     | Vincent Hermance    | 760    |
| 3     | Giacomo Coustellier | 463    |
| 4     | Nicolas Vallée      | 445    |
| 5     | Gilles Coustellier  | 424    |
| 6     | Rafael Tibau        | 422    |

## Frauen
Im Frauen-Weltcup gab es 24 Teilnehmerinnen.
| # | Datum         | Ort         | Erste                 | Zweite                | Dritte                |
| - | ------------- | ----------- | --------------------- | --------------------- | --------------------- |
| 1 | 31. Mai       | Krakau      | Wettkampf abgebrochen | Wettkampf abgebrochen | Wettkampf abgebrochen |
| 2 | 9. August     | Vöcklabruck | Tatiana Janíčková     | Janine Jungfels       | Kristína Sýkorová     |
| 3 | 23. August    | Albertville | Tatiana Janíčková     | Janine Jungfels       | Nina Reichenbach      |
| 4 | 27. September | Antwerpen   | Janine Jungfels       | Nina Reichenbach      | Tatiana Janíčková     |

Gesamtwertung
| Platz | Name              | Punkte |
| ----- | ----------------- | ------ |
| 1     | Tatiana Janíčková | 773    |
| 2     | Janine Jungfels   | 720    |
| 3     | Nina Reichenbach  | 663    |
| 4     | Kristína Sýkorová | 593    |
| 5     | Manon Basseville  | 503    |
| 6     | Debi Studer       | 498    |